# Канноли

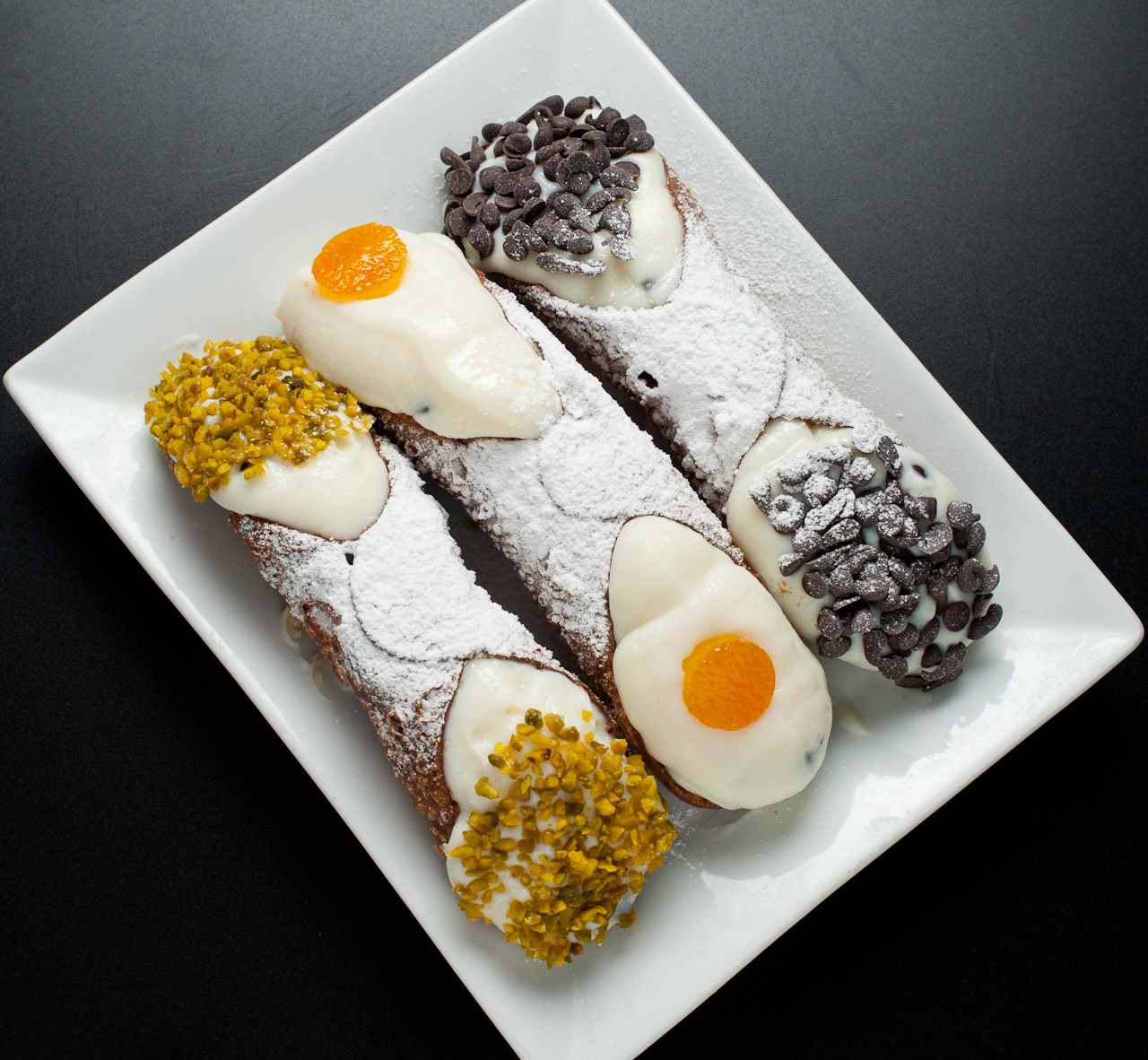
Три разновидности канноли: с фисташковой и шоколадной посыпкой, а также с цукатами

Канно́ли (итал. cannoli — «трубочки», сиц. cannolu) — традиционный сицилийский десерт: вафельная хрустящая трубочка с начинкой из сыра (как правило, рикотты), пропитанная сиропом (чаще со вкусом ванили или шоколада), местным ликёрным вином или розовой водой. 
Десерт является традиционным народным лакомством на Сицилии и во всей Южной Италии, подаётся как в обычные дни, так и на рождественский и новогодний стол. Традиционно подавались во время предпасхального карнавала. Мужчины просили принять угощение и делали при этом сексуальные намёки, например, в виде песенки, где содержались такие слова: «Канноло — это скипетр, который есть у каждого короля… Канноло — пенис Моисея» (Ogni cannolu è scettru d' ogni Re… lu cannolu è la virga di Mosè). 
Длина и ширина канноли варьируется в зависимости от кулинарных традиций конкретного региона, и имеет размер от небольших (итал. cannulicchi) размером с палец, до крупных пирожных размером с кулак, выпекаемых в Пьяна-дельи-Альбанези. Для изготовления пирожных используют специальные трубочки, которые могут быть заменены подручными предметами, например деревянными палочками. 
Канноли впервые упоминаются в районе Палермо и Мессины, исторически готовились как угощение во время сезона карнавалов — как фаллический символ плодородия. Десерт в конечном счёте стал ежедневным продуктом на Сицилии. 
Канноли очень популярны в США, куда рецепт их приготовления попал в начале XX века вместе с первыми итальянскими эмигрантами.
Не исключено, что десерт (как и его название) восходит ко временам Сицилийского эмирата. На это указывает существование в ближневосточной традиции похожих десертов — как, например, заполненные орехами «пальцы Зайнаб» и популярный у средневековых мусульман канават (жаренные во фритюре трубочки из теста, наполненные различными сладостями).